# Новосёлки (Даниловичский сельсовет, Дятловский район)
Новосёлки (бел. Навасёлкі) — деревня в Даниловичском сельсовете Дятловского района Гродненской области Республики Беларусь. По переписи населения 2009 года в Новосёлках проживали 88 человек.

## Этимология
Название деревни имеет смысловое значение — новое поселение.

## История
В 1921—1939 годах Новосёлки находились в составе межвоенной Польской Республики. В 1923 году в Новосёлках было 30 хозяйств, 179 жителей. В сентябре 1939 года Новосёлки вошли в состав БССР.
В 1996 году Новосёлки входили в состав Торкачёвского сельсовета и колхоза «Беларусь». В деревне насчитывалось 54 хозяйства, проживал 131 человек.
13 июля 2007 года вместе с другими населёнными пунктами упразднённого Торкачёвского сельсовета Новосёлки были переданы в Даниловичский сельсовет.